# A244/S
Der A244/S ist ein Leichtgewichts-Torpedo zur U-Boot- und Schiffsabwehr im Kaliber 32,4 cm des  italienischen Herstellers Whitehead Alenia Sistemi Subacquei (WASS).
Er ist eine Weiterentwicklung des italienischen Torpedos A 184. Das Mittelmeer erwies sich als schwieriges Terrain für den A 184. Als Folge entwickelten die italienischen Ingenieure einen kleineren Torpedo, den A244/S. Er verfügt über alle Komponenten des A 184 und hat die gleichen technischen Grundeigenschaften, ist aber bedeutend kleiner. Er sollte den amerikanischen Torpedo Mk. 44 ersetzen.
Der A244/S kann von Überwasserschiffen und Hubschraubern eingesetzt werden. Mittlerweile wird er unter der Bezeichnung Mod. 3 in der dritten Generation produziert und wurde entsprechend modernisiert. Aus der Weiterentwicklung des A244/S entstand der italienisch-französische Leichtgewichtstorpedo MU-90.